# Atentado de la Universidad Estatal de Mindanao
El atentado de la Universidad Estatal de Mindanao fue un ataque yihadista de Estado Islámico perpetrado el domingo 3 de diciembre de 2023 en la Universidad Estatal de Mindanao (MSU) en Marahui, Lánao del Sur, Filipinas.  

## Ataque
El domingo 3 de diciembre de 2023 sesenta feligreses asistían, como era habitual, a la misa dominical en el gimnasio Dimaporo de la universidad, presidida por el sacerdote franciscano Benigno Flores Jr. Sobre las 7:30 AM, tras recitar la oración del Señor ten Piedad, explotó una bomba.

## Víctimas
La explosión mató a cuatro estudiantes e hirió a otras setenta y dos personas.    
En cuanto a los daños materiales, la explosión produjo un cráter en el suelo del gimnasio. ABS-CBN informó que el artefacto explosivo estaba compuesto por una bala de mortero de 60 mm y un RPG antipersonal MEUG de alto explosivo, había estado oculto en una bolsa de mano negra. La alarma generada por el atentado ocasionó que las clases de la MSU fueron suspendidas hasta nuevo aviso, ocasionando el retorno a sus provincias de casi mil estudiantes, y se reforzaron las medidas de seguridad en sus instalaciones. 

## Atacantes
Estado Islámico se atribuyó la autoría del atentado. Hasta la conclusión de las investigaciones, las autoridades también consideran las hipótesis de autoría del Grupo Maúte o Abu Sayyaf.
La Policía Nacional Filipina identificó a dos de los sospechosos: Arseni Lumen Membisa y Wahab Sandigan Macabayao, miembros de Estado Islámico y del Grupo Maúte.  
Se especuló que el bombardeo fue una represalia contra el gobierno filipino. Las fuerzas estatales han matado a 21 miembros del grupo Dawlah Islamiyah desde junio de 2023. Dos días antes del atentado, 11 miembros del Dawlah Islamiya murieron en enfrentamientos con el ejército filipino en Dato Hoffer Ampatuan, Maguindánao del Sur, mientras que el líder de Abu Sayyaf y miembro del comité central del Dawlah Islamiyah, Mudzrimar Sawadjaan, murió en un enfrentamiento separado con las fuerzas gubernamentales en Basilan un día antes del ataque.

## Consecuencias
El incidente recordó los sucesos de la batalla de Marahui (2017) contra Estado Islámico en Filipinas. Además, se relacionó con los atentados con bombas en la catedral de Joló de 2019.
Tanto Murad Ebrahim, ministro principal del gobierno regional de Bangsamoro, como Mamintal Adiong Jr, gobernador de Lánao del Sur, condenaron el ataque calificándolo de atroz y cobarde. Ambos sufragarían los gastos de la atención médica de las víctimas y ayudas para las víctimas mortales.
El presidente Bongbong Marcos inicialmente culpó a terroristas extranjeros. El secretario de Defensa, Gilbert Teodoro, dijo en una conferencia de prensa que había fuertes indicios de un elemento extranjero en el bombardeo. Se desestimó la necesidad de declarar la ley marcial a consecuencia del atentado y desde la Cámara de Representantes Zia Adiong solicitó incrementar esfuerzos en materia de inteligencia. Desde el Consejo de Seguridad Nacional, Jonathan Malaya indicó que la MSU debería mejorar sus medidas de seguridad. 
La PNF y las FFAAFF lanzaron una operación conjunta con la ayuda de otros grupos como el Frente Moro de Liberación Nacional y el Frente Islámico de Liberación Mora para capturar a los sospechosos vinculados al atentado.
La Conferencia Episcopal Filipina condenó el bombardeo que, según señaló, coincidió con el primer domingo de Adviento. Los Imanes Unidos de Filipinas dijeron que el incidente fue una violación tanto de las «normas humanas como islámicas».  El arzobispo emérito de Cotabato, el cardenal Orlando Quevedo, calificó el atentado de «masacre» y de «ataque terrorista», pero instó a la paz.
El Papa Francisco emitió un comunicado orando por las víctimas.
Representantes de Australia, Canadá, la Unión Europea, Israel, Japón, Corea del Sur y Estados Unidos condenaron el bombardeo.  